# Paris (film, 1924)
Pour les articles homonymes, voir Paris (film).
Pour plus de détails, voir Fiche technique et Distribution.
Paris est un film muet français réalisé par René Hervil et sorti en 1924.

## Fiche technique
- Réalisation : René Hervil, assisté de André Liabel
- Scénario : Pierre Hamp
- Adaptation : René Jeanne
- Décors : Fernand Delattre
- Photographie : Louis Dubois, Henri Grignon, René Moreau
- Producteurs : Charles Delac, Marcel Vandal
- Société de production : Le Film d'art
- Société de distribution : Etablissements Louis Aubert
- Pays :  France
- Format : Noir et blanc - Muet - 1,33:1 - 35 mm
- Longueur : 3 170 mètres
- Date de sortie :
  - France : 13 décembre 1924

## Distribution
- Dolly Davis : Aimée Valois, une couturière, la voisine de palier et fiancée de Jean
- Jean-Louis Allibert : Jean Fleury, un jeune ingénieur qui a mis au point un moteur révolutionnaire, le fiancé d'Aimée
- Pierre Magnier : Maurice Revoil, le patron de Jean, patron des usines automobiles Revoil
- Jean Devalde : Paul de Lignières
- Marie Bell : Marthe de Lignières
- Gaston Jacquet : Alpérof
- Henry Krauss : François Roullet
- Sylvette Fillacier
- Jean Ayme
- Marie Glory (sous le pseudonyme d'Arlette Genny)
- Joe Alex
- Suzy Pierson
- Louis Pré fils
- Simone Mareuil : la femme de chambre de Suzy Desroses (non créditée)
- Jacqueline Forzane : Suzy Desroses
- Jane Méa : Mme de Lignières
- Louise Dauville
- Julio de Romero
- Édouard Hardoux
- Lucien Legay
- Renée van Delly
- Marthe Lepers